# Global Terminal
El Global Terminal, conocido anteriormente como Global Trade Station (GTS en siglas) y conocido en España como Terminal Global, es un lugar dentro de los videojuegos de Pokémon para la videoconsola portátil Nintendo DS en sus versiones Diamond, Pearl, Platinum, HeartGold y SoulSilver en donde es posible realizar intercambios de Pokémon con cualquier persona del mundo a través de conexión Wi-Fi.
Dentro del juego, el Global Terminal se encuentra en un pabellón situado al oeste de Ciudad Jubilife y para acceder a él hay que haber conseguido, al menos, una medalla de gimnasio. Una vez se tenga una medalla ya se puede acceder al pabellón del Global Terminal, en el cual destaca la recepción desde donde se tiene acceso al servicio Wi-Fi, un PC donde poder coger y/o dejar los pokémon a intercambiar o ya intercambiados, y un gran globo terráqueo desde el cual se puede visualizar los distintos y diversos lugares donde se encontraban los entrenadores con los que se ha intercambiado algún Pokémon.

## Modalidades de Intercambio de Pokémon
A través de la recepción se puede conectar al servicio Wi-Fi y adquirir información sobre el Global Terminal. Una vez dentro del servicio Wi-Fi, se puede acceder a un PC especial desde el cual se pueden intercambiar Pokémon de dos formas:
- Deposit Pokémon: En esta modalidad el jugador deposita un Pokémon a cambio de un Pokémon deseado. Esta forma es indirecta, es decir, el cambio no se realizará en el momento, sino que el Pokémon entregado será expuesto ante el resto de entrenadores de todo el mundo hasta que haya un interesado que tenga el Pokémon que inicialmente se pide. Como condiciones se pueden especificar el sexo y el nivel del Pokémon que se busca, aceptando únicamente el pokémon deseado si tienen el sexo y el nivel determinados.

- Seek Pokémon: En esta modalidad el jugador busca el Pokémon deseado entre los Pokémon depositados por los entrenadores de todo el mundo. Esta forma de intercambio es directa, es decir, si el jugador encuentra el Pokémon que busca, podrá conseguirlo en el momento siempre que a cambio entregue el Pokémon que se pide a cambio. Como condiciones se pueden especificar el sexo y el nivel del Pokémon que se busca, descartando así los Pokémon de sexo contrario o de distintos niveles y siendo la búsqueda más precisa.